# Direcția Silvică din Suceava

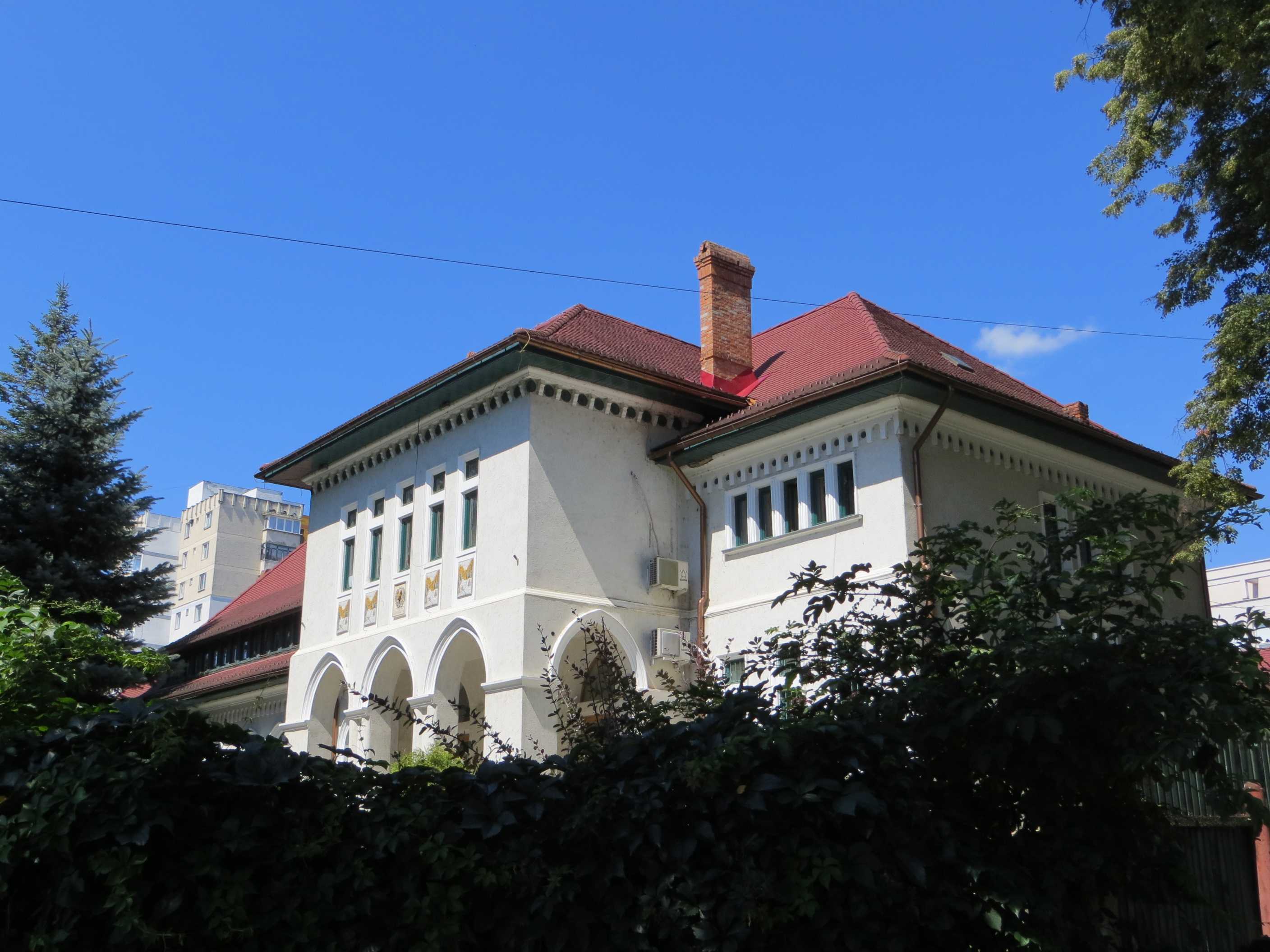
Direcția Silvică Suceava

Direcția Silvică Suceava este o instituție ce gestionează pădurile publice de pe teritoriul județului Suceava și resursele acestora. Instituția funcționează într-o clădire istorică din municipiul Suceava, situată pe bulevardul 1 Mai nr. 6, în cartierul Areni.

## Obiectul instituției
Direcția Silvică Suceava are ca obiect de activitate administrarea pădurilor proprietate publică a statului român, aflate pe teritoriul județului Suceava, și a resurselor acestora. Suceava este cel mai împădurit județ din România, cu o suprafață totală împădurită de 4.566 de kilometri pătrați, adică 53,4% din suprafața județului.
Instituția se ocupă cu apărarea, conservarea și dezvoltarea fondului forestier, valorificarea superioară a lemnului și a celorlalte produse ale pădurii, gospodărirea rațională a fondurilor de vânătoare și pescuit. Acestora li se adaugă și alte atribuțiuni, precum conservarea și dezvoltarea biodiversității ecosistemelor forestiere și a mediului ambiant, administrarea rezervațiilor naturale și științifice aflate în zone cu păduri etc.
Direcția Silvică Suceava coordonează activitatea unei pepiniere (situată în orașul Salcea) și a 23 de ocoale silvice răspândite pe teritoriul județului: Adâncata, Breaza, Brodina, Broșteni, Cârlibaba, Crucea, Dolhasca, Dorna Candrenilor, Falcău, Frasin, Gura Humorului, Iacobeni, Marginea, Mălini, Moldovița, Pătrăuți, Pojorâta, Putna, Râșca, Solca, Stulpicani, Vama, Vatra Dornei.
La rândul ei, Direcția Silvică Suceava se subordonează Regiei Naționale a Pădurilor – Romsilva, instituția centrală de la București ce funcționează sub coordonarea Ministerului Agriculturii și Dezvoltării Rurale (MADR).

## Clădirea instituției
Instituția ce se ocupă cu administrarea pădurilor din județul Suceava funcționează într-o clădire cu valoare istorică, construită în prima jumătate a secolului al XX-lea și situată pe bulevardul 1 Mai din municipiul Suceava, în cartierul Areni. Clădirea face parte dintr-un complex care include încă o construcție (de dimensiuni mai reduse), o fântână arteziană și o parcare. Curtea este populată cu arbori și arbuști din clasa coniferelor.

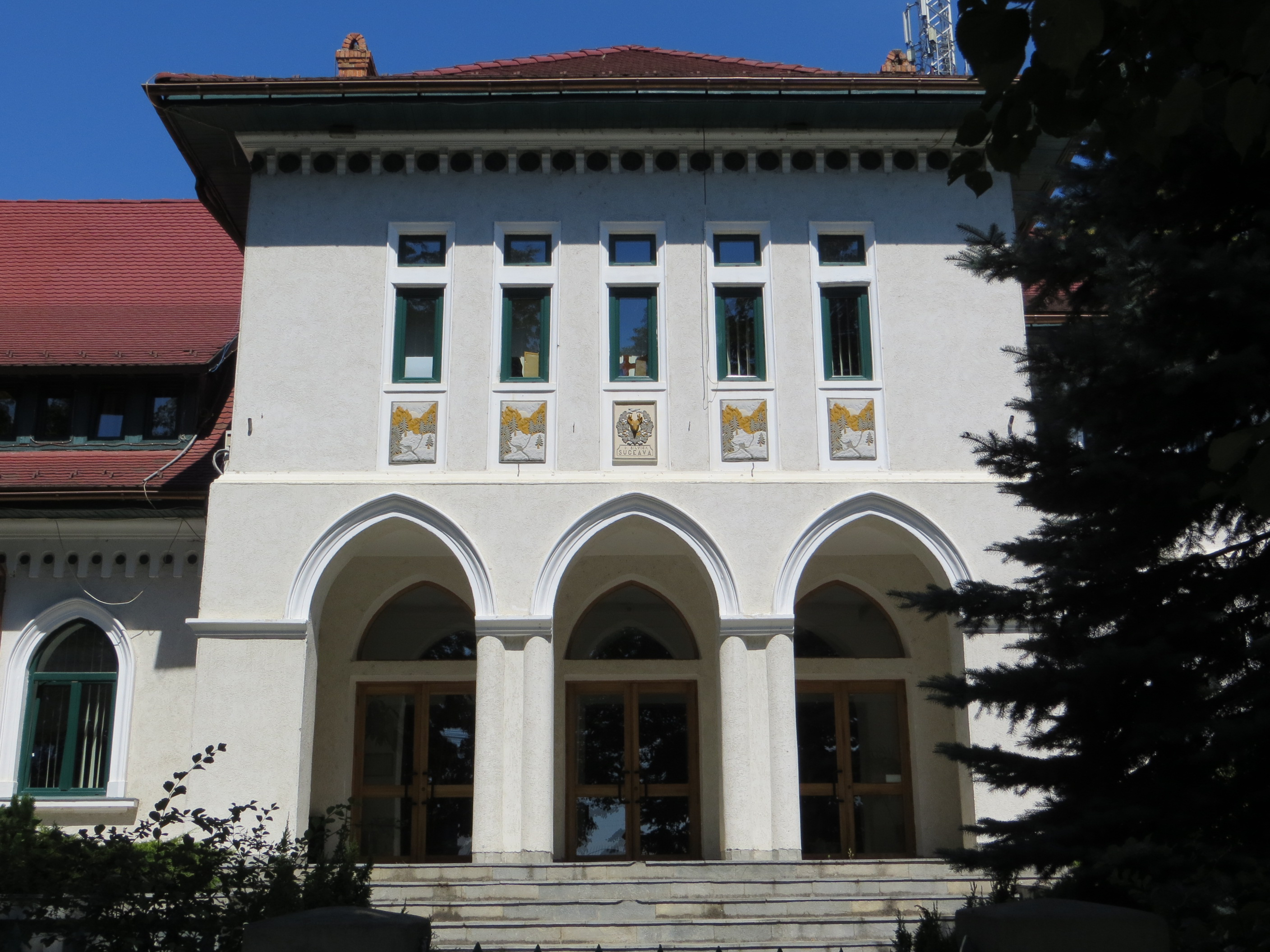
Intrarea principală în clădire

Complexul Direcției Silvice Suceava se învecinează cu campusul Universității „Ștefan cel Mare” către nord și cu Parcul Universității spre est. Complexul este mărginit de strada Teilor în partea sa vestică, iar vizavi de acesta se găsesc Stadionul Areni și sediul Inspectoratului Județean de Poliție.
Clădirea principală este dispusă la bulevard și a fost construită într-un stil rustic, care reflectă domeniul de activitate al instituției găzduite. Edificiul este format din două corpuri dispuse perpendicular, planul construcției având formă de cruce cu laturile inegale. Pe laturile lungi construcția are un singur nivel, iar pe laturile scurte, parter și etaj.
Intrarea principală în clădire se realizează pe latura scurtă a unuia dintre corpuri și are aspectul unui pridvor. Etajul acestuia este susținut de patru stâlpi care formează cinci goluri de trecere, trei în față și câte unul pe cele două laterale, terminate la partea superioară în arc frânt. Deasupra golurilor de intrare există cinci ferestre dreptunghiulare, dispuse vertical, deasupra fiecăreia existând câte o fereastră de dimensiuni reduse. Celelalte ferestre aflate în partea etajată a clădirii sunt similare. În partea în care edificiul are un singur nivel, ferestrele sunt de dimensiuni mai mari, având formă dreptunghiulară în partea de jos, iar în partea superioară fiind finalizate în arc frânt. Tâmplăria ferestrelor este de culoare verde închis.
Edificiul are un acoperiș în patru ape, cu pante repezi. În partea cu un singur nivel, acoperișul corpului paralel cu bulevardul prezintă ruperi în pantă, atât în față cât și în spate, ce dau construcției un aspect de cabană, specific zonei montane. Acoperișul are o învelitoare din tablă lindab de culoare roșie. Streașina este confecționată din scânduri vopsite în aceeași culoare cu tâmplăria ferestrelor.

## Muzeul cinegetic
În holul de intrare al clădirii principale a Direcției Silvice a fost înființat un mic muzeu cinegetic, deschis pentru publicul vizitator în decembrie 2013. Expoziția muzeului include exemplare de animale sălbatice care se găsesc pe teritoriul județului Suceava, din vârfurile munților până în bălțile de șes, evidențiind diversitatea faunei locale.
Între exemplarele de păsări expuse sunt de menționat: cocoșul de mesteacăn, cocoșul de munte, acvila de munte, bufnița, huhurezul, ciocănitoare, rațe sălbatice, fazani etc. Muzeul include de asemenea exemplare de mamifere ce viețuiesc în pădurile din zona Sucevei: ursul brun, mistrețul, jderul, marmota. Alături de acestea, sunt prezentate busturi de cerbi și de căprioare, blănuri de lup, râs și vulpe, colți de mistreți.

## Imagini

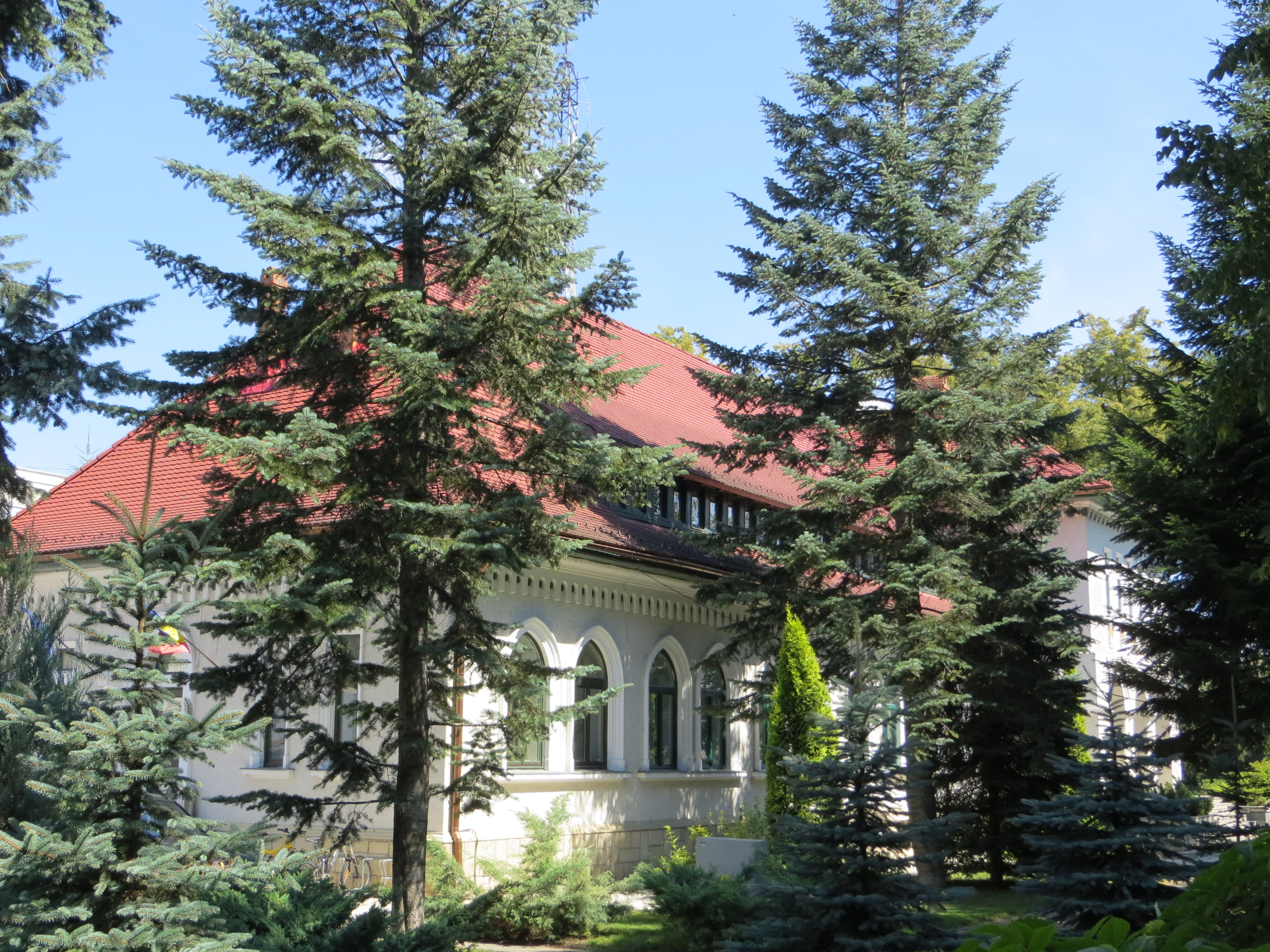
Clădirea Direcției Silvice Suceava, văzută din bulevardul 1 Mai
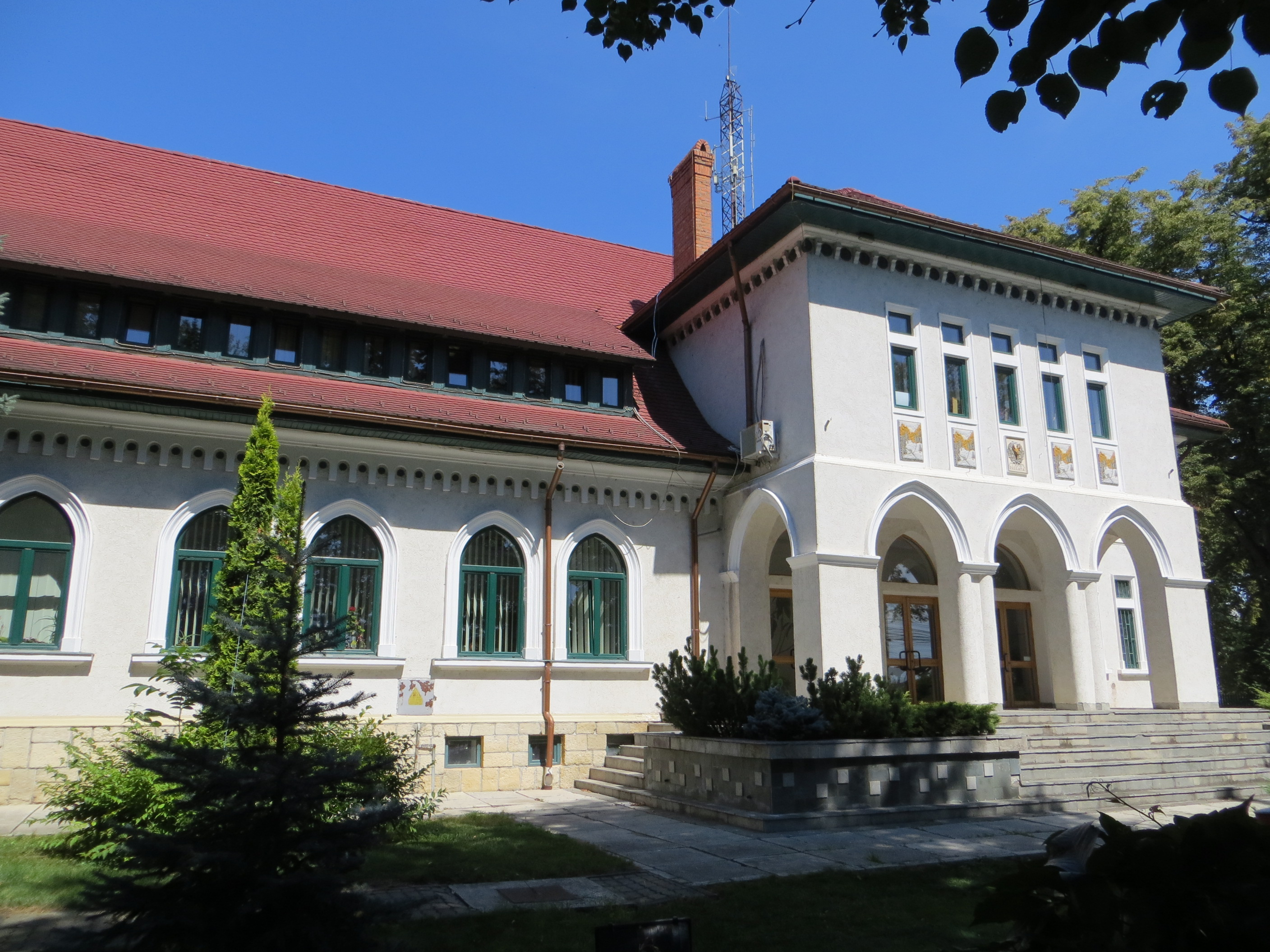
Clădirea Direcției Silvice Suceava, văzută din bulevardul 1 Mai
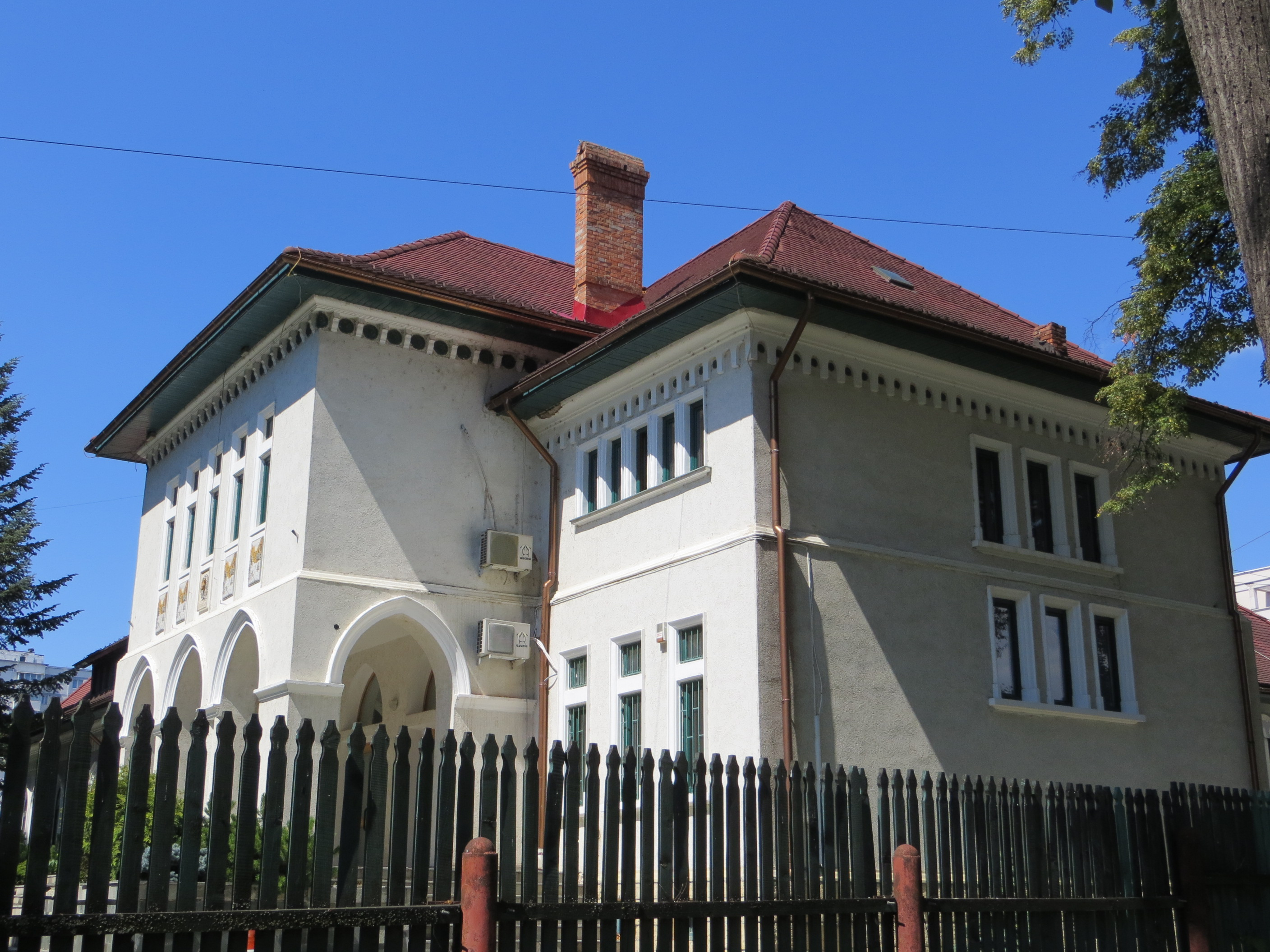
Clădirea Direcției Silvice Suceava, văzută din Parcul Universității
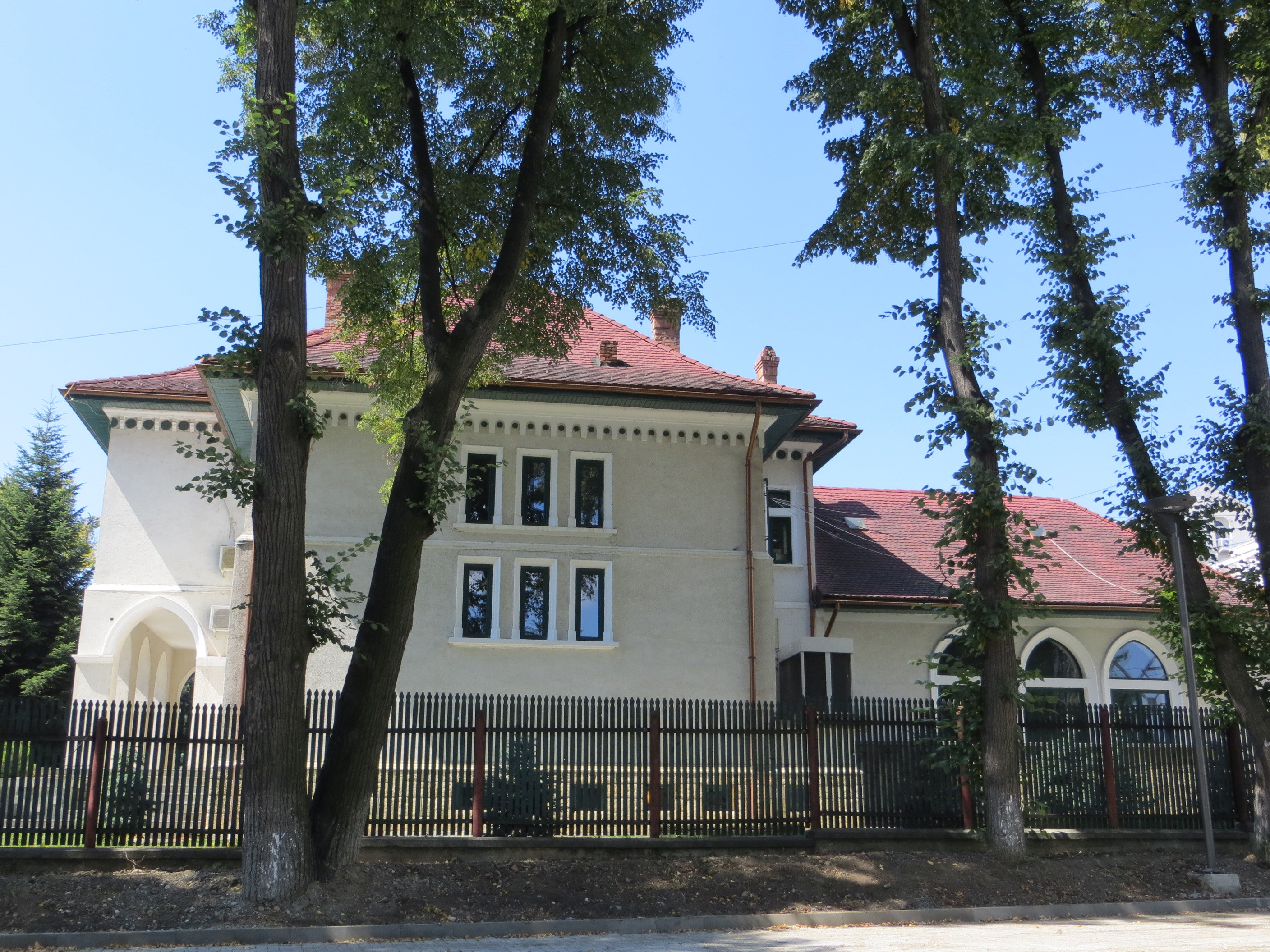
Clădirea Direcției Silvice Suceava, văzută din Parcul Universității
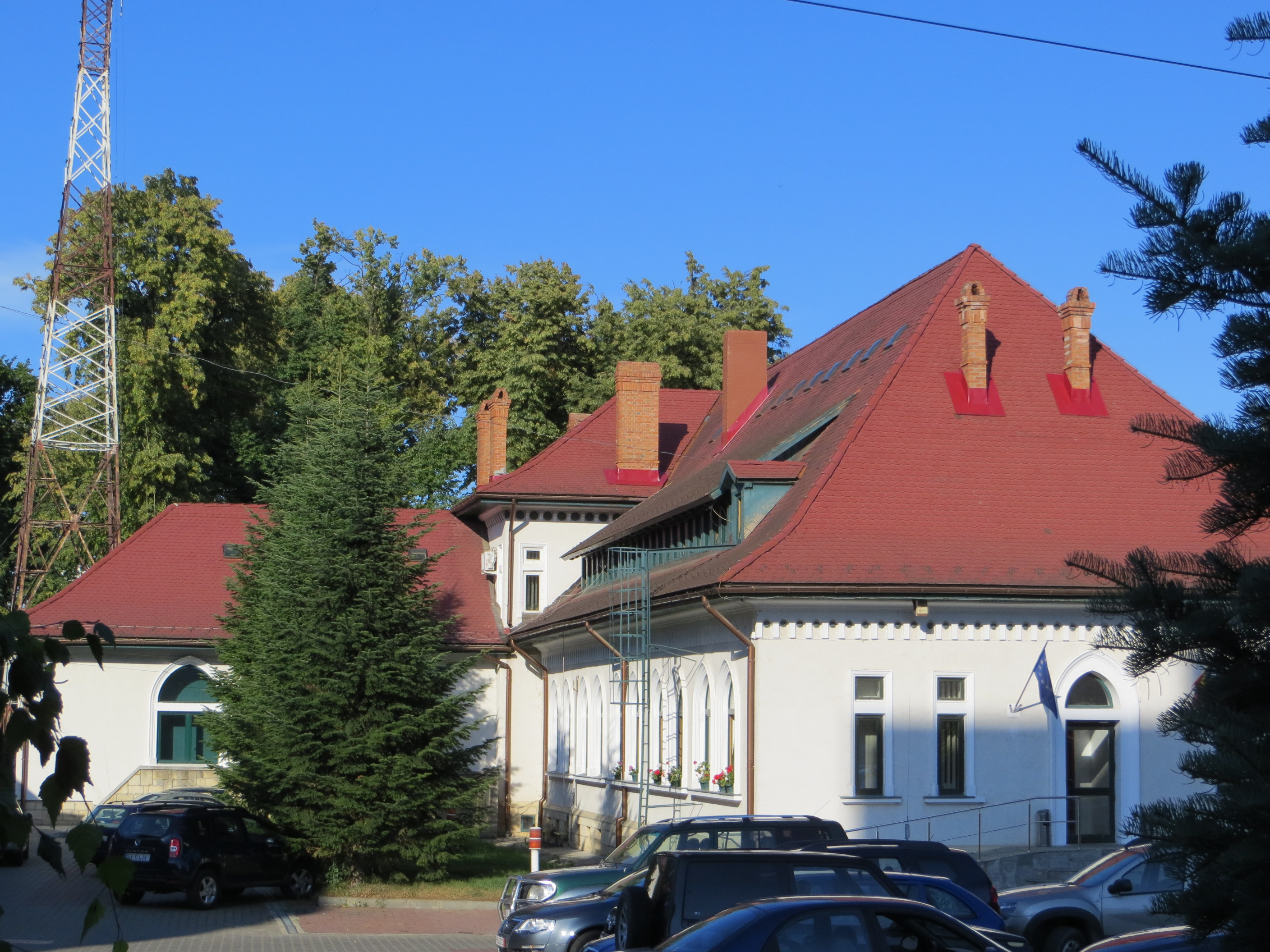
Clădirea Direcției Silvice Suceava, văzută din strada Teilor
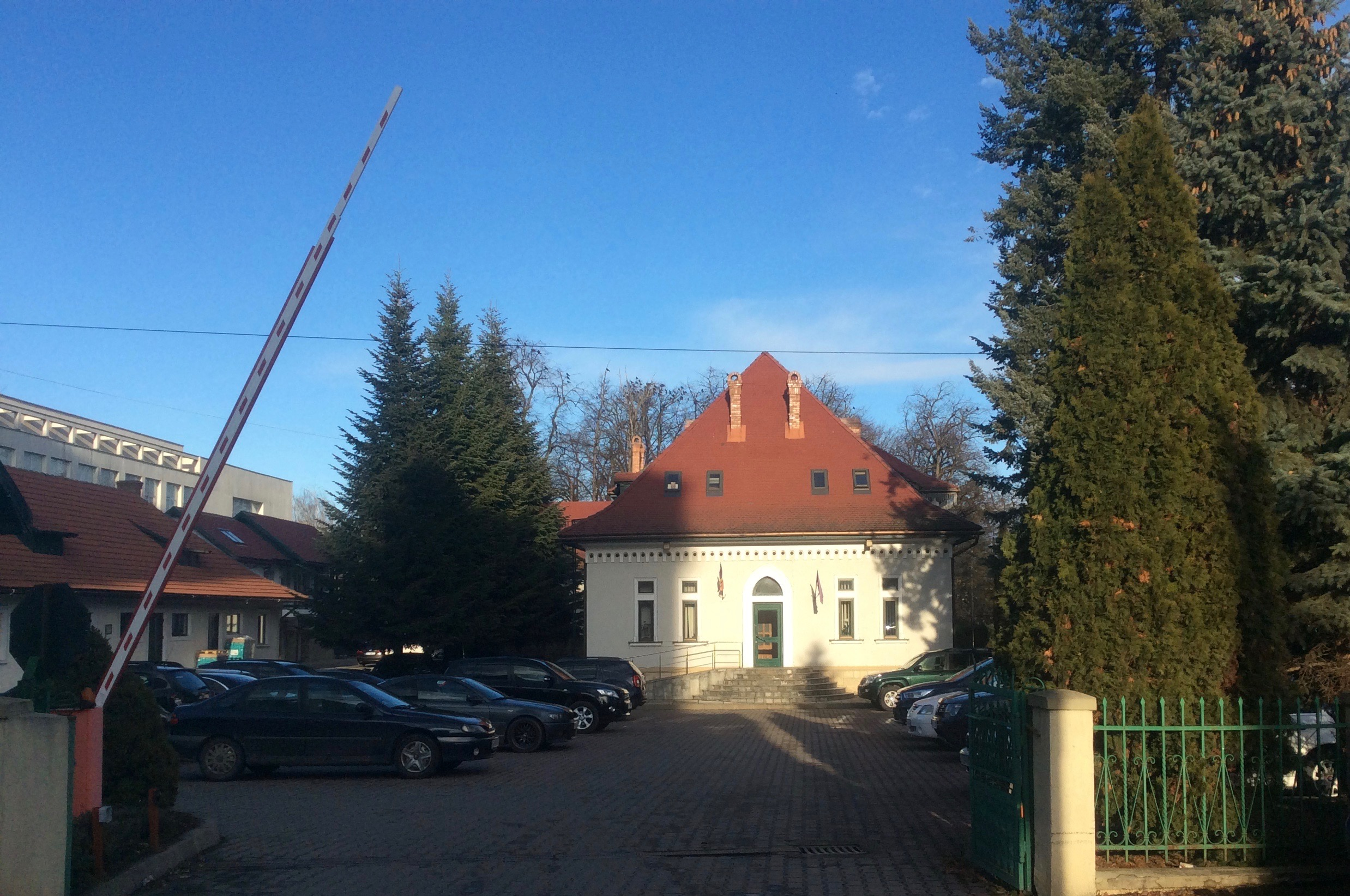
Curtea și clădirea Direcției Silvice Suceava
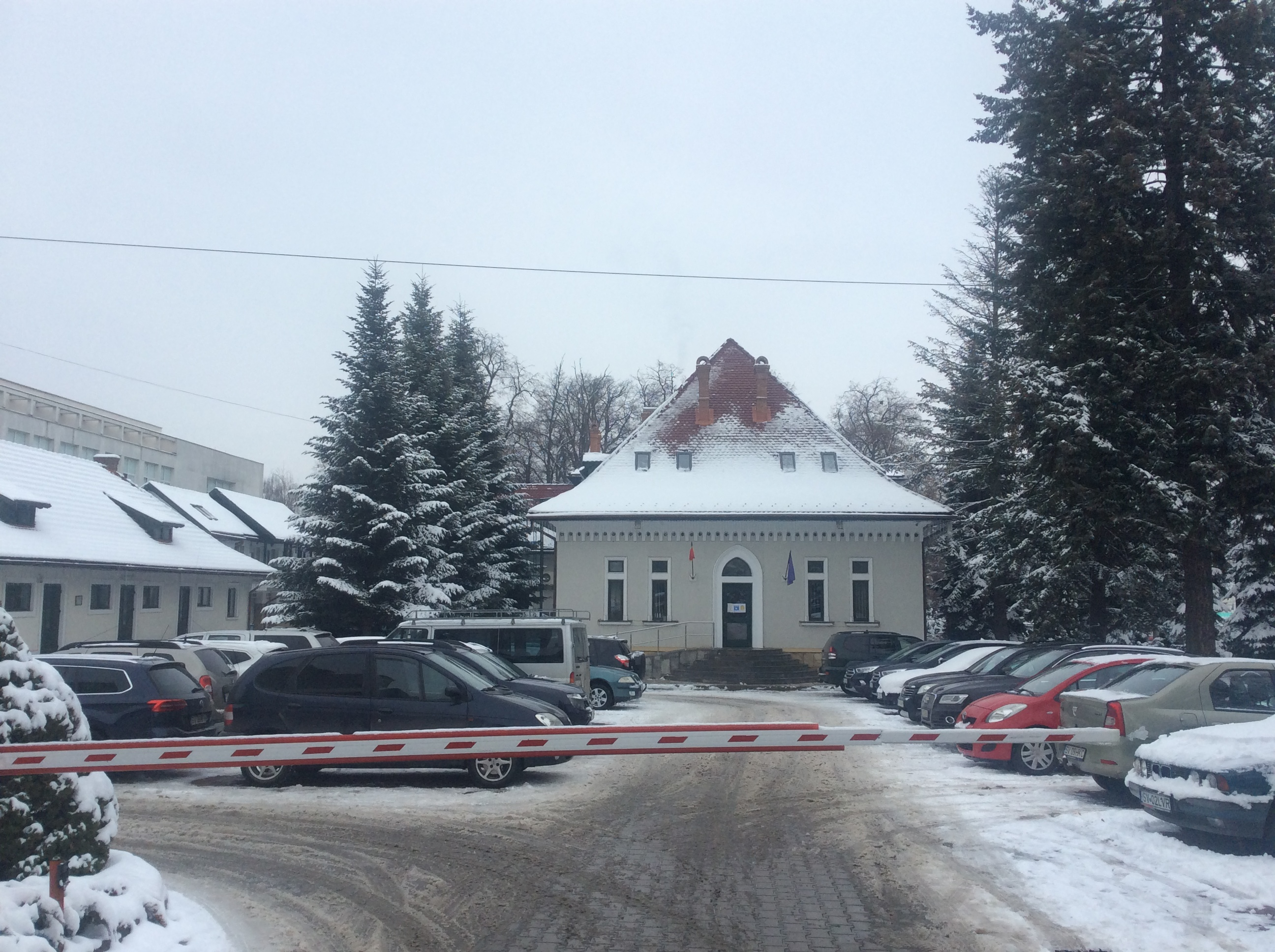
Curtea și clădirea Direcției Silvice Suceava

## Vezi și
- Romsilva
- Silvicultură